# Sajania devagor
Sajania devagor är en fjärilsart som beskrevs av Igor Kozhanchikov 1923. Sajania devagor ingår i släktet Sajania och familjen nattflyn. Inga underarter finns listade.